# 임영명
임영명(2002년 1월 5일~)은 조선민주주의인민공화국의 다이빙 선수이다. 도하에서 열린 2024년 세계 수영 선수권 대회에서 국제 무대 데뷔를 했으며, 2024년 파리 하계 올림픽 개막식에서는 여자 유도 선수 문성희와 함께 조선민주주의인민공화국 선수단의 기수로 나섰다.